# مسجد جامع باغین
مسجد جامع باغین مربوط به دوره پهلوی است و در کرمان، باغین، خیابان امام خمینی، کوچه امام خمینی واقع شده و این اثر در تاریخ ۱۸ خرداد ۱۳۸۴ با شمارهٔ ثبت ۱۱۸۷۱ به‌عنوان یکی از آثار ملی ایران به ثبت رسیده است.